# Eloísa Álvarez Otero
Eloísa Álvarez Oteo (Muriel Viejo, 8 de julio de 1956-5 de septiembre de 2017) fue una política española.

## Biografía
Nacida en la localidad soriana de Muriel Viejo, diplomada en Enfermería, fue enfermera psiquiátrica, en unidades de agudos en psiquiatría. Ocupó el cargo de portavoz socialista de la Diputación Provincial de Soria desde 1991 hasta 1995, cuando fue nombrada procuradora de la IV Legislatura de las Cortes de Castilla y León, cargo que ocupó hasta 1999. En política también fue vocal de la Comisión Ejecutiva Federal de la Federación Española de Municipios y Provincias, miembro del Comité Federal del PSOE y vicesecretaria general provincial de Soria. Diputada al Congreso por Soria.

## Actividad política
- Vocal de la Comisión de Fomento y Vivienda
- Vocal de la Comisión de Sanidad y Consumo
- Portavoz adjunta de la Comisión no permanente sobre seguridad vial y prevención accidentes

## Muerte
Eloísa Álvarez falleció de una enfermedad rara (no divulgada) que afecta a cuatro personas de cada millón. En los últimos años, los avances de la Medicina le permitieron vivir con una mejor calidad de la que podría esperarse cuando le fue diagnosticada. La capilla ardiente tuvo lugar en el Tanatorio Municipal desde las 17.00 horas del 5 de septiembre hasta las 12.00 del día siguiente, momento tras el cual se incineraron los restos.